# جعفرآباد سفلي (مقاطعة دلفان)
جعفرآباد سفلي (بالفارسية: جعفرآباد سفلی) هي قرية تقع في قسم ميربغ الشمالي الريفي (مقاطعة دلفان) في إيران. يقدر عدد سكانها بـ 363 نسمة بحسب إحصاء 2016.